# 2-га каденція Галицького сейму
2-га каденція Галицького сейму тривала з 1867 до 1869 року, засідання відбувалися у Львові.

## Склад

### Вірилісти
- Францішек Вежхлейський — львівський римо-католицький архієпископ
- Спиридон Литвинович — львівський греко-католицький архієпископ (помер у 1869)
- Ґжеґож Шимонович — львівський вірмено-католицький архієпископ
- Антоній Манастирський — перемиський римо-католицький єпископ
- Тома Полянський — перемиський греко-католицький єпископ
- Юзеф Алойзій Пукальський — тарновський римо-католицький єпископ

Ректори Львівського університету (займали місця, якщо в час їх річної каденції випадала сесія Сейму):
- Делькевич Йосиф (1867—1868)
- Фрідріх Рульф (1869)

Ректори Ягеллонського університету (займали місця, якщо в час їх річної каденції випадала сесія Сейму):
- Кароль Теліга (1867—1868)
- Юліан Дунаєвський (1869)

### Обирані посли

#### І курія
- 1. Краківська округа:
  - Ювеналь Бочковський
  - Леон Войцех Хжановський
  - Цезарій Еміль Галлер
  - Францішек Пашковський
  - Леонард Венжик
  - Генрик Водзицький
- 2. Бережанська округа: Спочатку були обрані Володимир Руссоцький і Олександр Дунін-Борковський, однак не отримали мандатів, тому були обрані:
  - Алойзій Бохенський
  - Зенон Цивінський
  - Францішек Торосевич
- 3. Перемишльська округа:
  - Северин Смажевський
  - Маврицій Країнський
  - Леон Людвік Сапіга
- 4. Золочівська округа: Спочатку обрані тут Володимир Дідушицький i Казімеж Водзицький, однак не отримали мандатів.
  - Кароль Губіцький
  - Міхал Ґноїнський (do 1869)
  - Адам Сапіга
- 5. Чортківська округа:
  - Томаш Городиський
  - Євсевій Черкавський
  - Валеріан Подлевський
- 6. Тарновська округа:
  - Едвард Дзвонковський
  - Станіслав Міхал Старовєйський (склав мандат пред III сесією в 1869, на його місце обраний Станіслав Козьмян)
  - Владислав Санґушко
- 7. Тернопільська округа:
  - Казимир Грохольський
  - Константій Чарторийський
  - Володимир Лось
- 8. Сяніцька округа:
  - Едвард Гнєвош
  - Зигмунт Козловський
  - Людвік Скжинський
- 9. Самбірська округа:
  - Олександр Дунін-Борковський
  - Пйотр Ґросс
  - Влодзімеж Нєзабитовський
- 10. Жовківська округа:
  - Ян Чайковський
  - Ян Гноїнський
  - Юзеф Пайончковський (на його місце 1 вересня 1868 обраний Тадеуш Станіслав Віснєвський)
- 11. Санчівська округа:
  - Фаустин Жук-Скаршевський (не отримав мандату, на його місце обраний Юзеф Шуйський)
  - Францішек Тшетецький
- 12. Ряшівська округа:
  - Станіслав Тарновський
  - Людвік Водзицький
- 13. Стрийська округа:
  - Владислав Бадені
  - Октав Петруський
- 14. Станиславівська округа:
  - о. Тома Баревич
  - Юзеф Яблоновський
- 15. Коломийська округа:
  - Каєтан Аґопсович
  - Антоній Ґолеєвський
- 16. Львівська округа:
  - Корнель Кшечунович

#### ІІ курія
- Юзеф Браєр (Львівська палата, склав мандат, його місце зайняв Кароль Маєр)
- Людвік Кароль Гельцель (Краківська палата, склав мандат після ІІ сесії, його місце зайняв 10 вересня 1869 Фердинанд Вайґель)
- Альфред Гауснер (Бродівська палата)

#### ІІІ курія
- 1. Округ Львів:
  - Марек Дубс (склав мандат перед III сесією в 1869)
  - Францішек Смолька
  - Аґенор Ґолуховський (склав мандат перед III сесією в 1869)
  - Флоріян Земялковський (склав мандат перед III сесією в 1869)
- 2. Округ Краків:
  - Юзеф Маєр
  - Миколай Зиблікевич
  - Симеон Самельсон
- 3. Округ Перемишль:
  - Полянський Тома
- 4. Округ Станиславів:
  - Ігнацій Камінський
- 5. Округ Тернопіль:
  - Савчинський Сигізмунд Данилович
- 6. Округ Броди:
  - Освальд Гоніґсман
- 7. Округ Ярослав:
  - Єжи Константи Чарторийський
- 8. Округ Дрогобич:
  - Ян Зих (на його місце 21 серпня 1868 обраний Дмитро Кочиндик)
- 9. Округ Бяла:
  - Анджей Сайдлер-Віслянський
- 10. Округ Новий Санч:
  - Павлін Косинський (зрікся мандату, оскільки був обраний у IV курії, на його місце 20 січня 1868 обраний Міхал Корчинський)
- 11. Округ Тарнув:
  - Клеменс Рутовський
- 12. Округ Ряшів:
  - Віктор Збишевський
- 13. Округ Самбір:
  - Попель Михайло
- 14. Округ Стрий:
  - Маврици Кабат
- 15. Округ Коломия:
  - Максиміліан Ландесбергер

#### IV курія
1. Округ Львів-Винники-Щирець — Кароль Півоцький (на його місце пізніше обраний Павлін Косинський)
2. Округ Городок-Янів — Еміль Пфайфер
3. Округ Бережани-Перемишляни — Альфред Юзеф Потоцький
4. Округ Бібрка-Ходорів — о. Іполіт Дзерович
5. Округ Рогатин-Бурштин — Василь Макович
6. Округ Підгайці-Козова — о. Теофіл Павликів
7. Округ Заліщики-Товсте — Степан Папчук
8. Округ Борщів-Мельниця — Іван Гуляк
9. Округ Чортків-Язловець-Буданів — Іван Манастирський
10. Округ Копичинці-Гусятин — Іван Борисикевич (16 березня 1869 на його місце обраний о. Гнат Галька)
11. Округ Коломия-Гвіздець-Печеніжин — Микола Ковбасюк
12. Округ Городенка-Обертин — Людомир Ценський
13. Округ Косів-Кути — Кость Лепкалюк
14. Округ Снятин-Заболотів — о. Іван Озаркевич (спочатку обраний Василь Кузик, але його обрання визнане недійсним)
15. Округ Перемишль-Нижанковичі — Василь Ковальський
16. Округ Ярослав-Синява-Радимно — Ігнатій Якубик
17. Округ Яворів-Краковець — Іван Базилевич
18. Округ Мостиська-Судова Вишня — Александер Галік
19. Округ Самбір-Старе Місто-Стара Сіль — Юліан Лаврівський
20. Округ Турка-Бориня — Андрій Мінкович
21. Округ Дрогобич-Підбуж — Василь Коцко
22. Округ Рудки-Комарно — Ян Томусь
23. Округ Лука-Меденичі — Андрій Шуляк
24. Округ Сянік-Риманів-Буківсько — Степан Жинчак
25. Округ Лісько-Балигород-Літовищі — Дмитро Сич
26. Округ Добромиль-Устрики-Бірча — Юзеф Тишковський
27. Округ Дубецько-Березів — кс. Войцєх Стемпек
28. Округ Станиславів-Галич — Олекса Королюк
29. Округ Богородчани-Солотвино — Іван Чачковський
30. Округ Монастириська-Бучач — о. Гавриїл Крижановський (його обрання скасоване в 1868, на його місце обраний Михайло Дзялошинський, 29 січня 1869 знову обраний о. Крижановський)
31. Округ Надвірна-Делятин — Микола Лавринович
32. Округ Тисмениця-Тлумач — Дмитро Пилипів
33. Округ Стрий-Сколе — Андрій Шушкевич (помер у 1869)
34. Округ Долина-Болехів-Рожнятів — о. Іван Гушалевич
35. Округ Калуш-Войнилів — о. Антоній Петрушевич
36. Округ Миколаїв-Журавно — о. Михайло Куземський (на його місце 10 листопада 1869 обраний о. Іван Наумович)
37. Округ Тернопіль-Ігровиця-Микулинці — Себастьян Дзюбатий
38. Округ Скалат-Гримайлів — Михайло Влохович (обраний 29 січня 1869, оскільки раніше тривав конфлікт у лічильній виборчій комісії)
39. Округ Збараж-Медин — Данило Керничний
40. Округ Теребовля-Золотники — Володимир Баворовський
41. Округ Золочів-Глиняни — Кароль Баталья (обраний 12 грудня 1867, обраний початково о. Іван Наумович був усунений 21 лютого 1867)
42. Округ Лопатин-Броди-Радехів — Роман Іщук
43. Округ Буськ-Кам'янка Струмилова-Олесько — о. Йосиф Красицький (спочатку обраний Ілько Загоройко, але його обрання визнане недійсним, далі обраний о. Красицький, але його обрання також визнано недійсним, повторно обраний у 1869)
44. Округ Заложці-Зборів — Іван Боднар
45. Округ Жовква-Куликів-Мости Великі — Андрій Сапрука
46. Округ Белз-Угнів-Сокаль — Станіслав Поляновський
47. Округ Любачів-Чесанів — о. Григорій Шашкевич (його обрання скасоване, на його місце обраний Єронім Моравський, але і його обрання було скасоване)
48. Округ Рава-Немирів — Амвросій Яновський
49. Округ Краків-Могила-Лішки-Скавіна — Людвик Шуманьчовський
50. Округ Хжанув-Явожно-Кжешовіце — Адам Юзеф Потоцький
51. Округ Бохня-Неполоміце-Вісьнич — Францішек Гошард
52. Округ Бжеско-Радлув-Войнич — Балтазар Налєпа
53. Округ Величка-Подґуже-Добчице — Марцін Дзєвонський
54. Округ Ясло-Бжостек-Фриштак — Кароль Роґавський
55. Округ Горлиці-Беч — Станіслав Барщ (обраний на повторних виборах, оскільки вперше більшість проголосувала за імператора Австрії, а меншість за Анджея Ридздзовського)
56. Округ Дукля-Кросно-Змигород — кс. Антоній Дітріх
57. Округ Ряшів-Глогув — Ян Вісньовський
58. Округ Ланьцут-Переворськ — Бонавентура Шелєшинський
59. Округ Лежайськ-Соколув-Улянув — Марцін Ступчи
60. Округ Розвадув-Тарнобжеґ-Нисько — Тадеуш Ренкас
61. Округ Тичин-Стрижів — кс. Даніель Соліковський
62. Округ Новий Санч-Грибів-Цінжковичі — Якуб Ляскош (через формальні сумніви його обрання було затверджене 28 серпня 1868)
63. Округ Старий Санч-Криниця — Ян Оскард (через формальні сумніви його обрання було затверджене 28 серпня 1868)
64. Округ Новий Тарг-Кросцєнко — Конрад Фігаузер
65. Округ Ліманова-Скшидліна — Міхал Ціхож
66. Округ Тарнув-Тухув — Павел Роман Сангушко (склав мандат у 1869 перед ІІІ сесією, на його місце 30 вересня 1869 вибраний кс. Ян Рибарський
67. Округ Домброва-Жабно — кс. Станіслав Морґенштерн
68. Округ Дембиця-Пільзно — Валентій Пушкаж
69. Округ Ропчице-Кольбушова — Казімеж Кулік
70. Округ Мелець-Зассув — Ян Юзеф Тарновський
71. Округ Вадовіце-Кальварія-Андрихув — Мацей Струґлік (обраний 12 грудня 1867, затверджений 25 вересня 1868)
72. Округ Кенти-Бяла-Освенцім — Вацлав Виробек
73. Округ Мисленіце-Йорданув-Макув — Юзеф Здунь (на звільнений ним мандат вибраний у 1868 Александр Зборовський)
74. Округ Живець-Слемень-Мілювка — Юзеф Вольни